# Isopoda

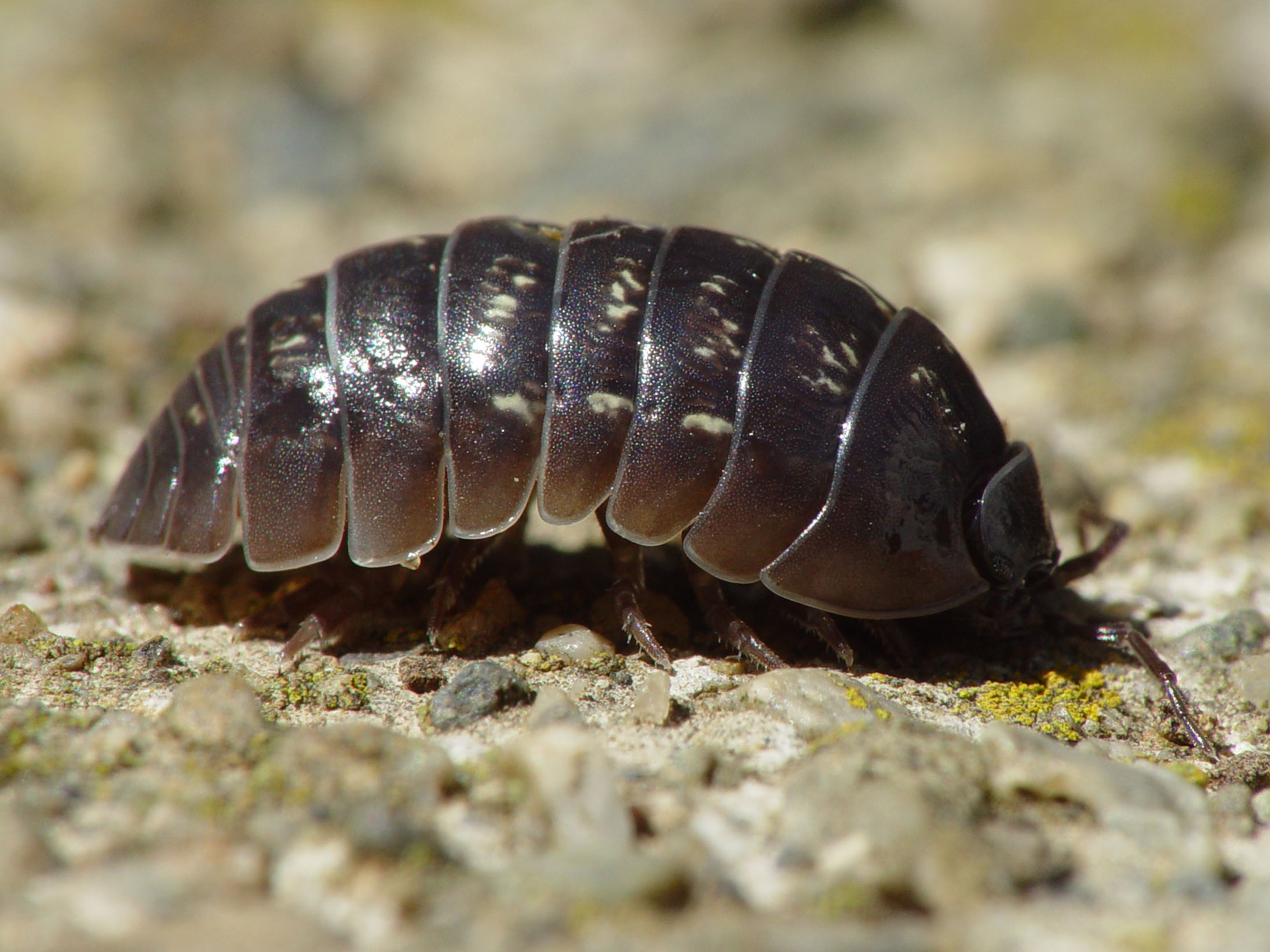
Un tipico isopode terrestre (qui una specie americana del genere Armadillidium)

Gli Isopodi (Latreille, 1817) sono un ordine di crostacei della classe dei Malacostraca, superordine Peracaridi. Comprendono non meno di 10 000 specie, sia terrestri che marine, diffuse in tutti i continenti.

## Descrizione

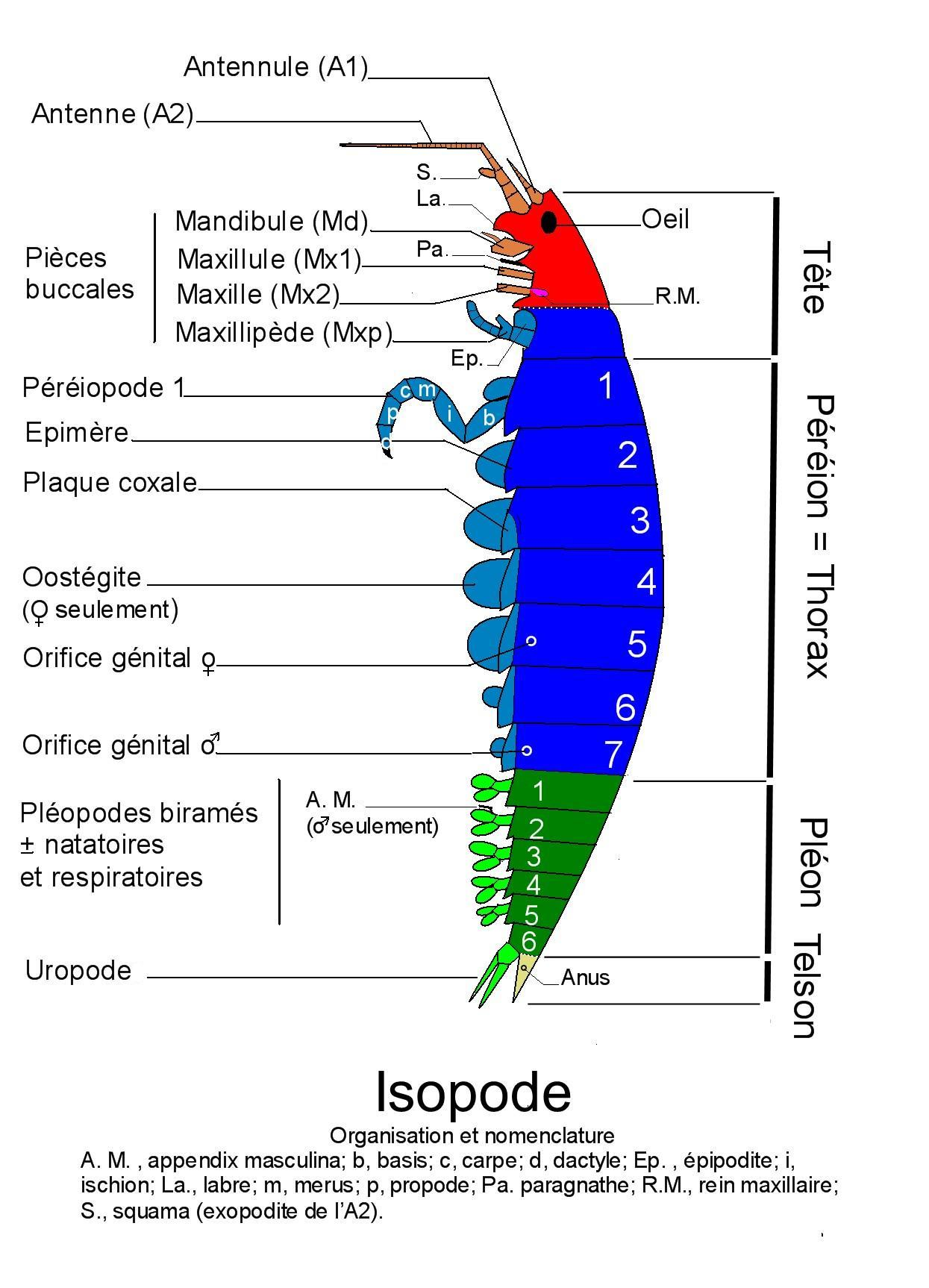
Schema dell'anatomia di un isopode

Gli isopodi hanno usualmente il corpo schiacciato in senso dorso-ventrale (più largo che alto), non hanno carapace, le sette paia di zampe sono tutte uguali tra loro (da cui il nome).
Il capo (cephalon), che include anche il primo segmento del torace, ha due paia di antenne, ma in molte specie, particolarmente in quelle specie terrestri, solo un paio è funzionale, l'altro è ridotto e vestigiale. Gli occhi sono composti e sessili, cioè non peduncolati. L'apparato boccale comprende un paio di mandibole e tre paia di mascelle (compresi i maxillipiedi).
Il torace (pereion) comprende sette segmenti liberi (uno è invece incluso nel capo), a cui corrispondono le sette paia di zampe. Solo in poche specie il primo paio di zampe è modificato, normalmente sono tutte uguali.
L'addome (pleion) porta una serie di appendici biforcute, che funzionano, nelle specie acquatiche, da branchie e propulsori per il nuoto. Gli ultimi segmenti dell'addome sono spesso fusi con la coda (telson).
Come in tutti gli artropodi, il corpo è protetto da un esoscheletro chitinoso, che negli isopodi dorsalmente ha l'aspetto di una successione di sottili piastre articolate.
Le dimensioni degli adulti variano da meno di 1 mm (diversi Microcerberidi) fino a quasi mezzo metro (Bathynomus giganteus dell'Oceano Pacifico).
Il colore più comune è grigio o bruno di varie tonalità, ma esistono isopodi verdi, rossi, bianchi, multicolori.

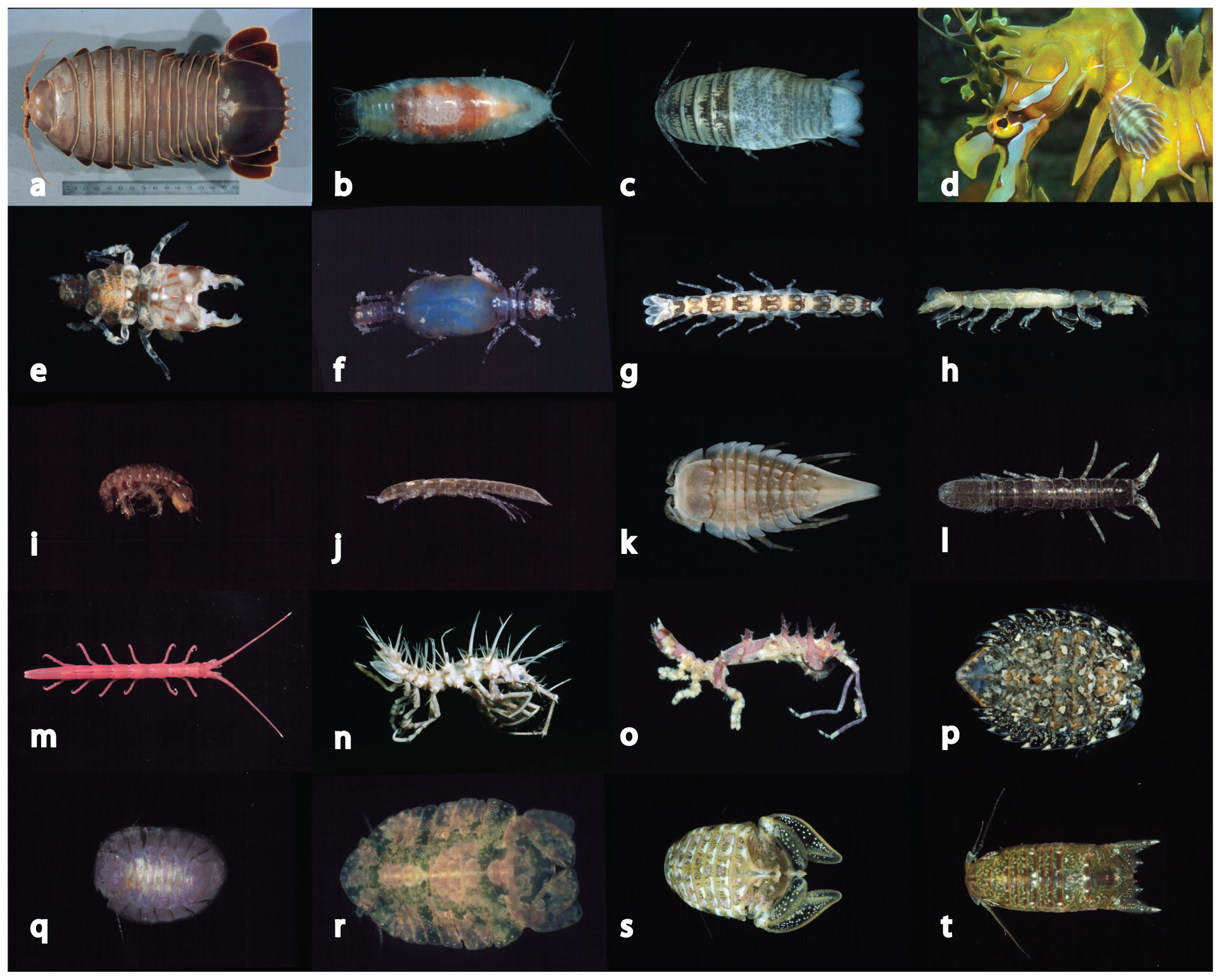
Gli isopodi marini hanno una grande varietà di forme e colorazioni

## Ecologia
Quest'ordine è peculiare tra i crostacei per aver conquistato gli ambienti terrestri. Gli isopodi terrestri vivono in ambienti umidi e hanno la capacità di potersi avvolgere su se stessi se disturbati.
Circa 4500 specie sono rimaste marine e abitano i fondali, sia costieri che profondi (compresi gli ambienti intertidali). Gli isopodi hanno colonizzato anche le acque dolci (laghi, fiumi ecc.), comprese le acque sotterranee (grotte e altro).
Alcuni isopodi sono ectoparassiti di pesci (p.es. Cymothoa exigua) o di altri crostacei (p.es. la famiglia dei Bopiridi).
Le abitudini alimentari degli isopodi sono molto varie, secondo le specie: erbivori, detritivori, carnivori, filtratori, parassiti. Esistono anche isopodi xilofagi, che scavano gallerie nel legno o nelle erbe sommerse, in particolare la famiglia dei Limnoriidi.
Come gli altri membri del superordine Peracaridi, le femmine degli isopodi rilasciano le uova in una tasca ventrale paragonabile a un marsupio (e detta appunto marsupium), nella quale esse sono mantenute in incubazione fino alla schiusa. Le larve hanno già aspetto simile agli adulti, differendone principalmente per il numero di segmenti toracici.

## Tassonomia
L'ordine degli Isopodi è diviso nei seguenti sottordini:
- Sottordine Phreatoicidea Stebbing, 1893
- Sottordine Anthuridea Monod, 1922
- Sottordine Microcerberidea Lang, 1961
- Sottordine Cymothoidea Wägele, 1989
- Sottordine Sphaeromatidea Wägele, 1989
- Sottordine Asellota Latreille, 1802
- Sottordine Calabozoidea Van Lieshout, 1983
- Sottordine Valvifera Sars, 1882
- Sottordine Epicaridea Latreille, 1831
- Sottordine Oniscidea Latreille, 1802
  - Infraordine Tylomorpha Vandel, 1943
  - Infraordine Ligiamorpha Vandel, 1943

Il vecchio sottordine Flabellifera (Sars, 1882) è generalmente considerato invalido e le specie a esso assegnate sono ripartite tra Cymothoidea e Sphaeromatidea.